# Seasons Change (álbum)
Seasons Change é o 2º álbum instrumental do produtor musical português Marco Ventura.
Lançado no início de 2024, a 18 de janeiro, e produzido entre 2023 e 2024, Seasons Change é o maior álbum da carreira de Marco Ventura, com oito faixas. Tem como género alternativa e ambiente, mas contém algumas influências de eletrónica e house na última faixa do álbum, Jewels, Golden Fear, o primeiro e único single de Seasons Change, lançado a 12 de dezembro de 2023.
Seasons Change é visto como um verdadeiro "acordar" da música instrumental pelo próprio artista, e diz também que é uma mistura de alegria e tristeza. É uma verdadeira viagem pela música instrumental com um toque de auto-confiança e relaxamento.
O 2º álbum de Marco Ventura foi depois sucedido pelo 3º álbum instrumental lo-fi The Era of Fields & Gardens: Vol. I, lançado em agosto do mesmo ano.

## Faixas
O álbum Seasons Change é composto por oito faixas (sete músicas principais e um interlúdio). As faixas têm uma duração média de dois minutos e a duração total do álbum é de 14 minutos e 56 segundos.
| Lista de faixas de Seasons Change |                                                     |         |  |
| N.º                               | Título                                              | Duração |  |
| 1.                                | "Seasons Change"                                    | 2:20    |  |
| 2.                                | "Summer In L.A."                                    | 2:12    |  |
| 3.                                | "Timestamps For The Future (Interlude)"             | 0:49    |  |
| 4.                                | "Wrong Ways"                                        | 2:18    |  |
| 5.                                | "Friends & Money"                                   | 2:30    |  |
| 6.                                | "Can We Go to a Place Where the Winter Feels Safe?" | 1:23    |  |
| 7.                                | "Sea, Don't Betray Me"                              | 1:11    |  |
| 8.                                | "Jewels, Golden Fear"                               | 2:09    |  |
| Duração total:                    | Duração total:                                      | 14:56   |  |